# Tom Cotton
Thomas Bryant Cotton (* 13. května 1977 Dardanelle, Arkansas) je bývalý americký voják, právník a politik za Republikánskou stranu. Od 3. ledna 2015 je senátorem Spojených států amerických za Arkansas. Zvolen do Senátu Spojených států amerických byl v řádných volbách 4. listopadu 2014, když porazil předchozího senátora Marka Pryora z Demokratické strany. Předtím byl Tom Cotton od 3. ledna 2013 do 3. ledna 2015 kongresmanem Sněmovny reprezentantů za čtvrtý arkansaský obvod.
V roce 2002 získal titul doktora práv na Harvardově univerzitě, kde už předtím v roce 1998 získal bakalářský titul s absolventskou prací na téma Listy federalistů. Po dokončení školy pomáhal rok soudci Jerrymu Edwinu Smithovi na Odvolacím soudu Spojených států amerických pro pátý okruh a následně vykonával do roku 2004 právnickou praxi. V lednu 2005 vstoupil do americké armády. V květnu 2006 byl poslán do Bagdádu v rámci války v Iráku a sloužil tam v rámci 101. výsadkové divize jako velitel čety. V říjnu 2008 byl vyslán do východního Afghánistánu. Sloužil v provincii Laghmán v provinčním rekonstrukčním týmu. V roce 2009 se po jedenácti měsících vrátil domů a následně byl v červnu 2010 přeřazen do Rezervy Armády Spojených států.
Od roku 2014 je ženatý; s manželkou mají dvě děti. Je členem církve metodistů.